# Atheta britanniae
Atheta britanniae es una especie de escarabajo del género Atheta, familia Staphylinidae. Fue descrita científicamente por Bernhauer & Scheerpeltz en 1926.
Habita en Suecia, Reino Unido, Alemania, Francia, Noruega, Luxemburgo, Dinamarca, Bielorrusia, Irlanda, Italia, Países Bajos y Polonia.